# Kyperská kuchyně

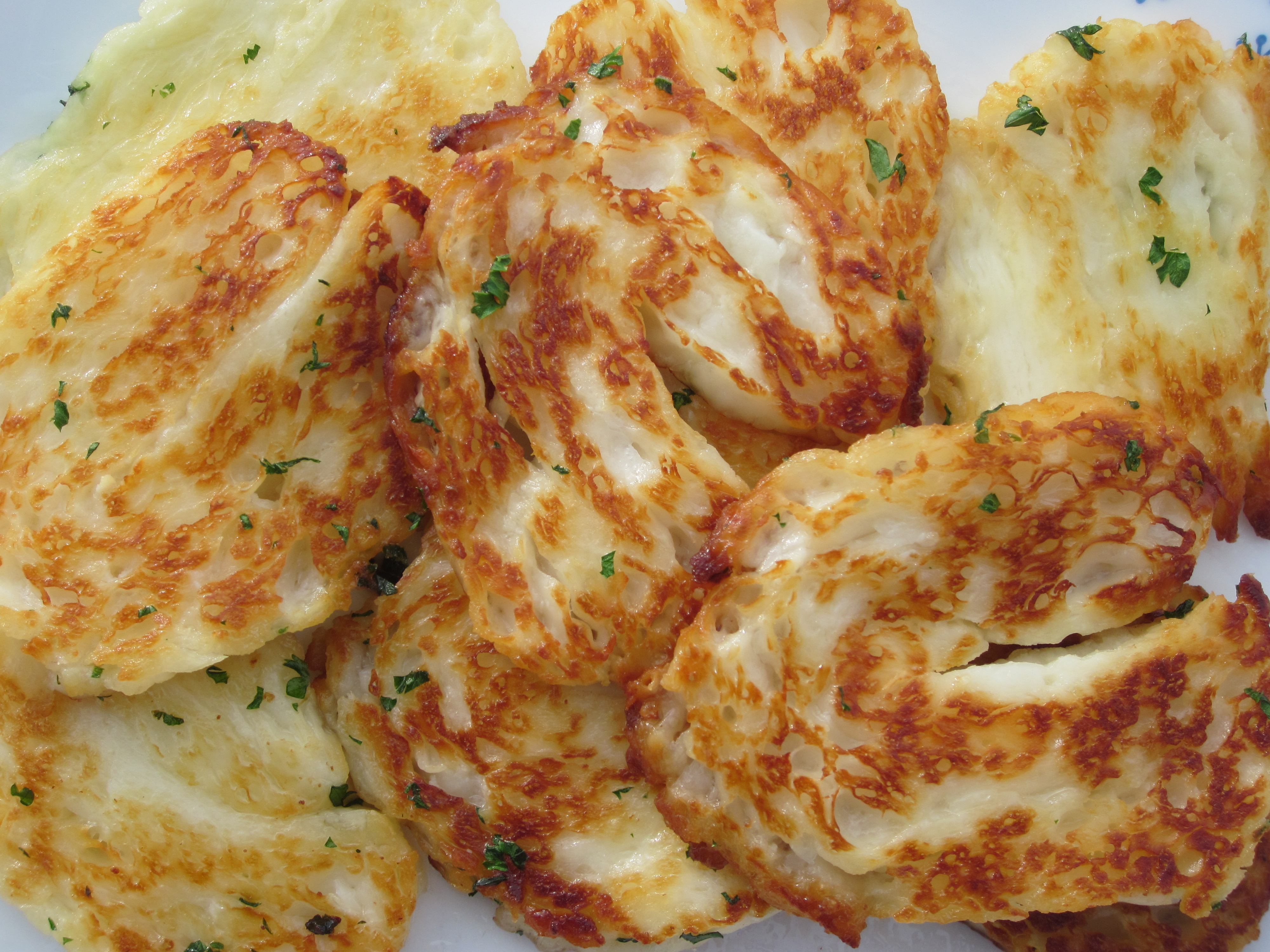
Grilovaný sýr halloumi

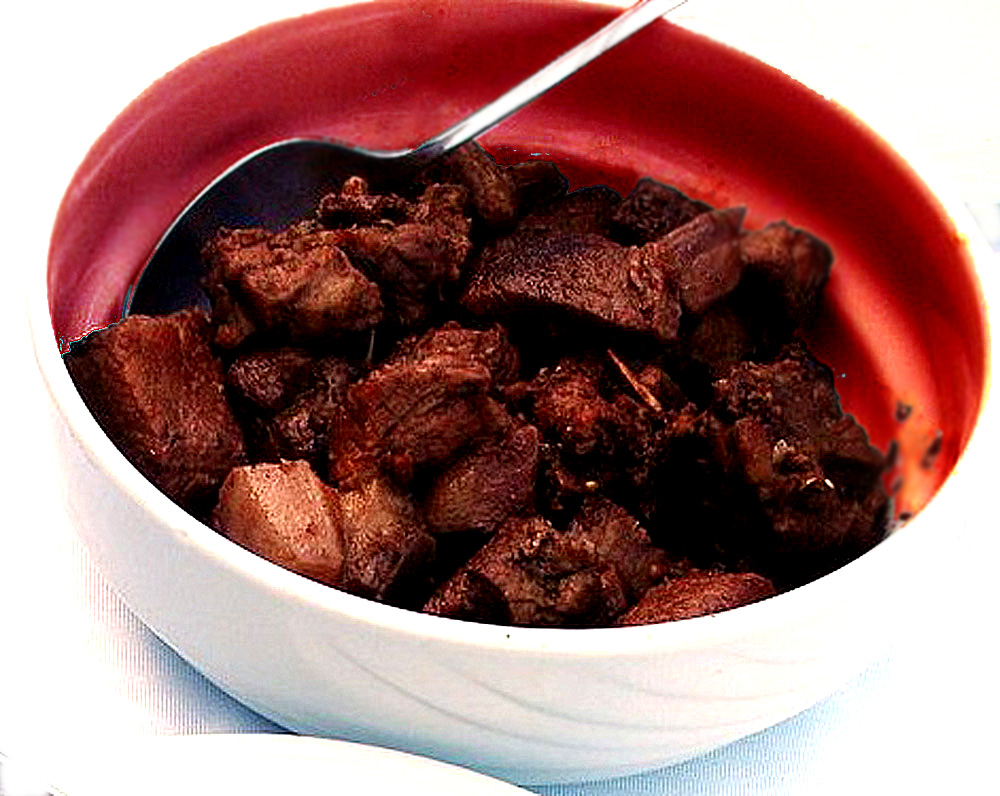
Afelia

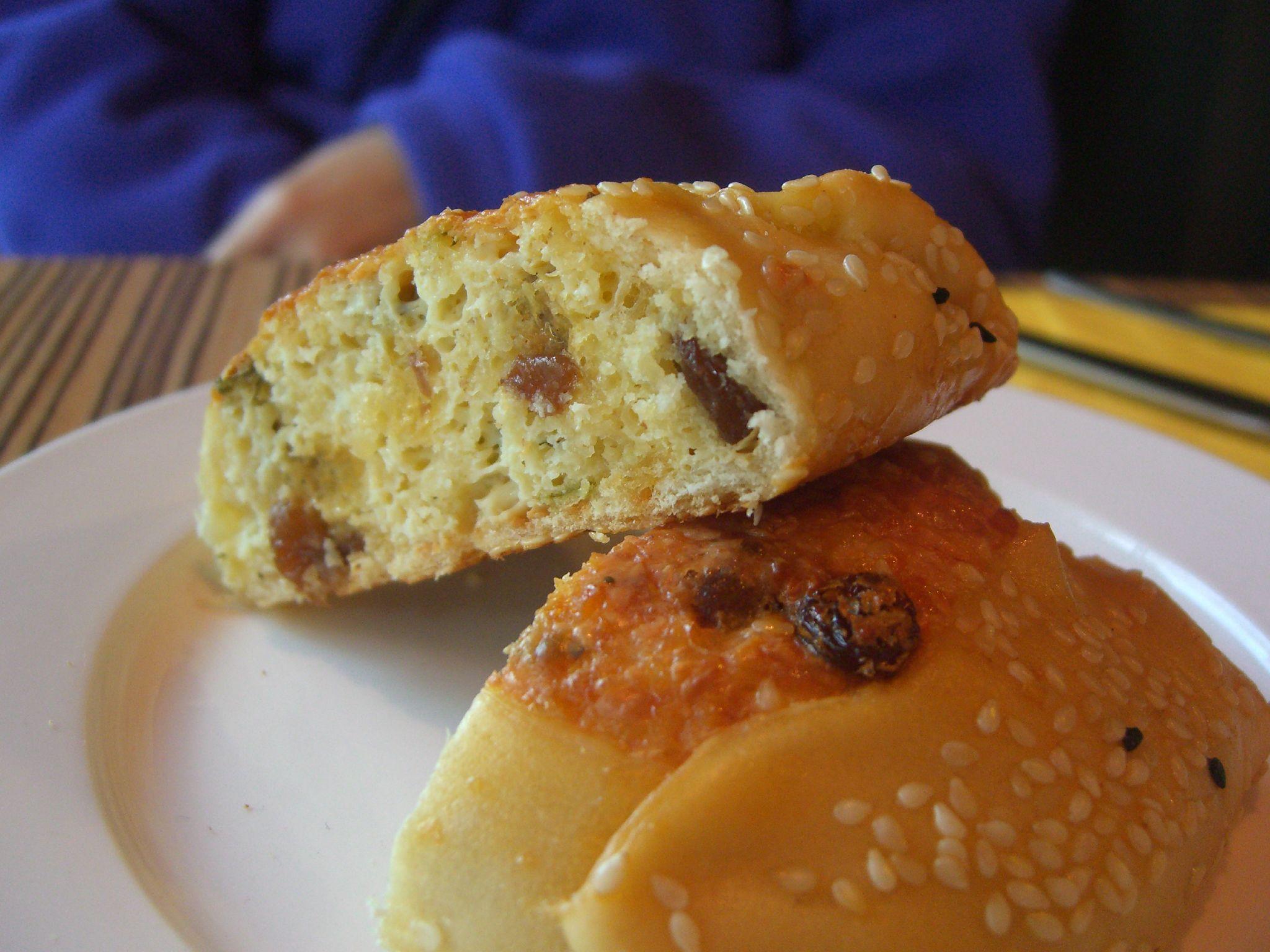
Flaouna

Kyperská kuchyně (řecky Κυπριακή κουζίνα) je tradiční kuchyní ostrova Kypr. V jižní části ostrova je kuchyně velmi podobná řecké kuchyni, na severu turecké kuchyni. Jedním z nejznámějších kyperských pokrmů je sýr halloumi, který se běžně griluje nebo smaží.

## Příklady kyperských pokrmů
Příklady kyperských pokrmů:
- Afelia, pokrm z vepřového masa vařeného ve víně.
- Flaouna, velikonoční pečivo plněné sýrem a rozinkami.
- Halloumi (hellim, hallum), sýr který se dá smažit nebo grilovat, aniž by se roztekl.
- Hummus, cizrnový dip.
- Kleftiko, jehněčí se zeleninou,
- Lahmacun, křupavá turecká pizza s mletým jehněčím masem a čerstvou petrželkou.
- Molokhia, pokrm z jutovníku (podobný špenátu).
- Musaka, pokrm z mletého masa a lilku.
- Souvlaki, špízy.
- Spanakopita, koláč plněný špenátem a vajíčkem.
- Stifado, pokrm z dušeného masa.
- Šiš kebab, grilované maso na ploché jehle.
- Tahinli çörek, sladké pečivo plněné tahini.
- Tiropitta, sýrový koláč různých tvarů a velikostí z filo těsta plněný fetou.

## Příklady kyperských nápojů
- Ajran (ayran, ayrani, αϊράνι).
- Růžová voda, která slouží i pro výrobu růžového oleje.
- Rozšířeno je také vinařství a výroba brandy